# Matyra
Die Matyra (russisch Маты́ра) ist ein linker Nebenfluss des Woronesch in den russischen Oblasten Tambow und Lipezk.
Die Matyra entspringt westlich von Tambow am Rande der Oka-Don-Ebene. Sie fließt in westlicher Richtung an Grjasi vorbei nach Lipezk. Kurz vor Lipezk wird sie zum Matyrsker Stausee (Маты́рское водохрани́лище) aufgestaut. Am nördlichen Stadtrand von Lipezk mündet die Matyra schließlich linksseitig in den Fluss Woronesch. Die Matyra hat eine Länge von 180 km. Sie entwässert ein Areal von 5180 km². Sie wird hauptsächlich von der Schneeschmelze gespeist. Der mittlere Abfluss (MQ) 39 km oberhalb der Mündung beträgt 11,7 m³/s. Im November / Anfang Dezember gefriert die Matyra. Ende März ist sie wieder eisfrei.